# 丹丹漢堡

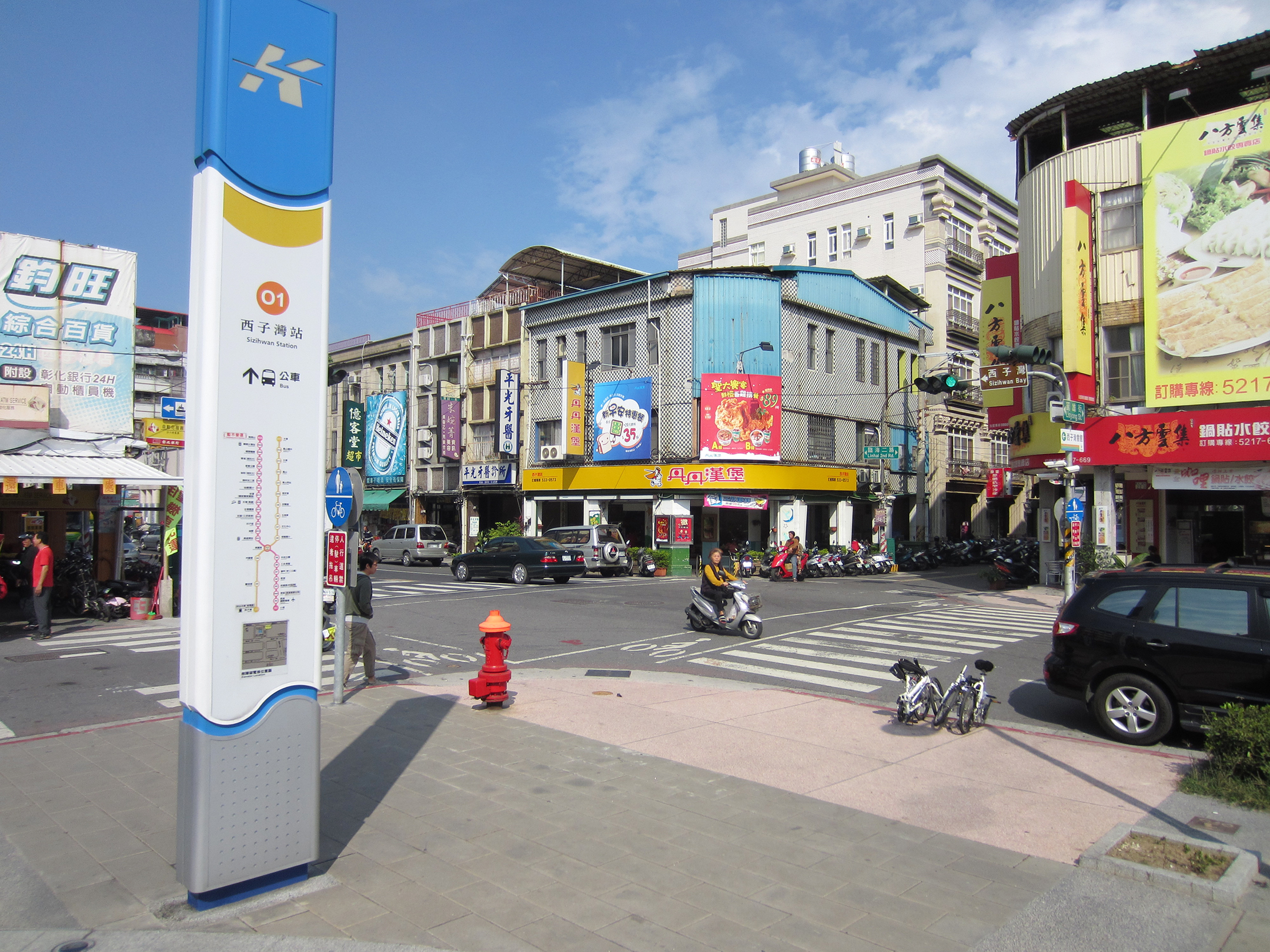
西子湾店全景

丹丹漢堡（ダンダンハンバーガー、中国語読み:ダンダンハンバオ）またはダンダンバーガーは、台湾南部のファーストフードチェーンおよびそのブランド。「漢堡」はハンバーガー、ハンバーグ全般に対する中国語圏の当て字。

## 概要
黄色の看板に赤字ロゴ、ペリカンマークがトレードマーク。中華と洋食を折衷したメニューが特徴で、1984年に高雄市で1号店を出店し、台湾のオンライン調査では「最常去消費速食店（常連となるべきファーストフード店）」で常に上位にランクインするほどの人気を博しており、ファーストフード業界における「南部の覇者」と報じられることが多い。
2017年現在で台湾国内に42店舗を展開しているが、南部の都市圏（台南市、高雄市、屏東県）に限られているため、定期的にインターネット上で北部進出を望む声が挙がっている。
南部からの台湾高速鉄道とバイク便による直送を謳う代理購入サイトが現れたり、異業種の企業でも南部限定の場合、「○○界の丹丹」などと評されることもある。
その起源を巡ってはインターネット上で様々な説があり、謝姓の夫婦が創業し、1号店は高雄市前金区七賢路というものや、蔡姓なる人物が高雄市五甲に出店したが3年後に経営権を他者に譲渡したというものもある。
高雄発祥であり、公式サイトでも店舗案内は高雄市・屏東市のみだが、政府（中華民国経済部）の登記上は本社所在地が台南市となっている。暖簾分けしたのか移転したのかは現在も謎のままであるが、このことから台南名物というクチコミが頻出し、台南市民と高雄市民で論争になることもある。
丹丹漢堡はコストパフォーマンスの高さが特に有名で、セットメニューは朝食で50元以下、それ以外の時間帯でも100元以下で販売されている。日系や米国系などの外資系外食チェーンが続々と進出しているが、資本力や店舗数ではそれらに対して劣勢であるにもかかわらず、首都圏である台北都市圏にも全く出店しないその経営方針も含めて、台湾でも注目度が高い。従来から北部以外の情報量が少ない日本語のガイドブックでも取り上げられることは稀だったが、表紙の写真が台湾で大反響を呼んだマガジンハウス発行の「BRUTUS」2017年8月1日号で掲載された（#外部リンク参照）。

## メニュー
ハンバーガー、チキンなどの洋食と蚵仔麺線（オーアーミースァ、麺線羹）や広東粥などの中華料理を同時に提供しているのが特色。基本的に注文を受けてから調理する。

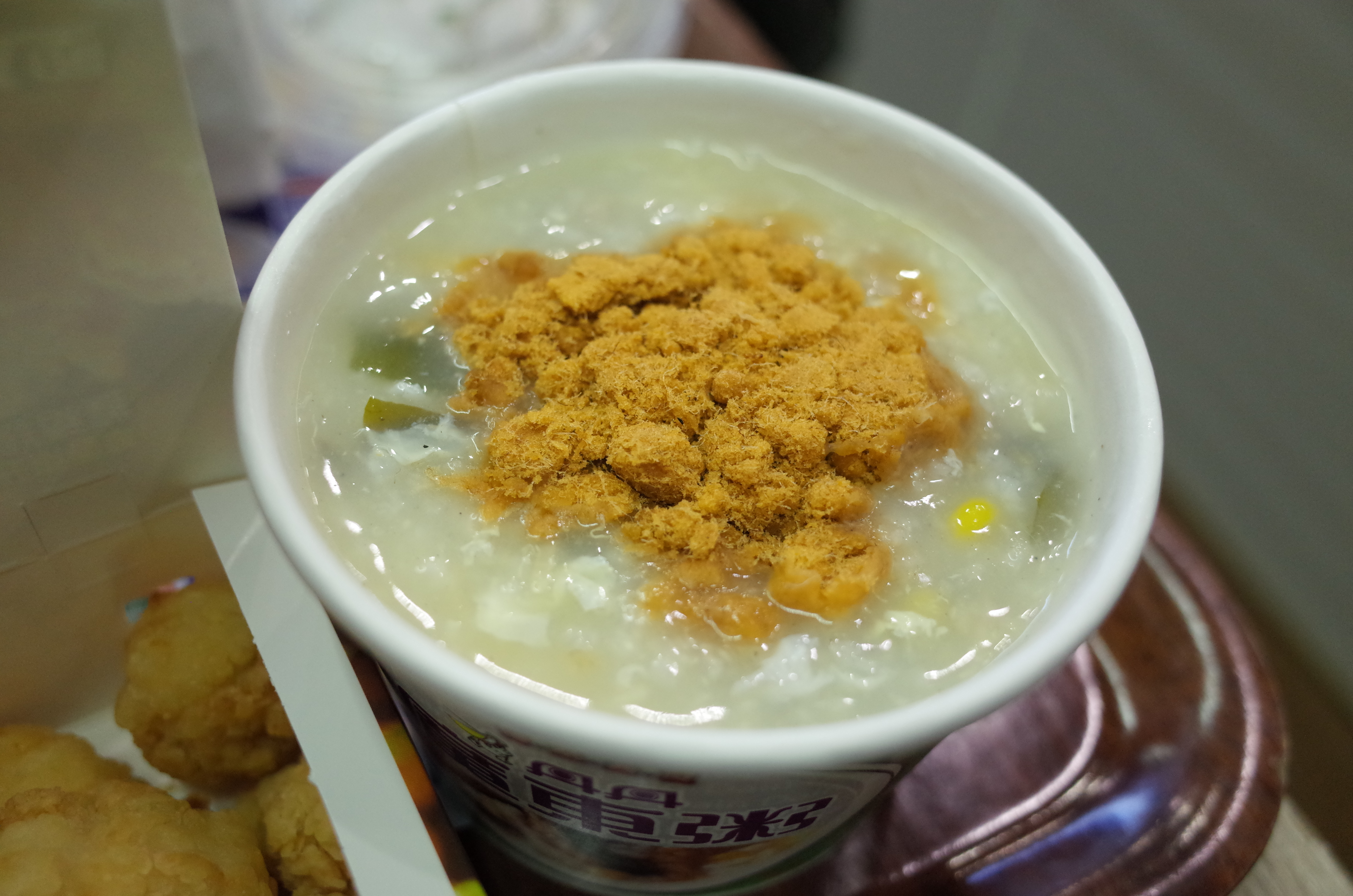
広東粥
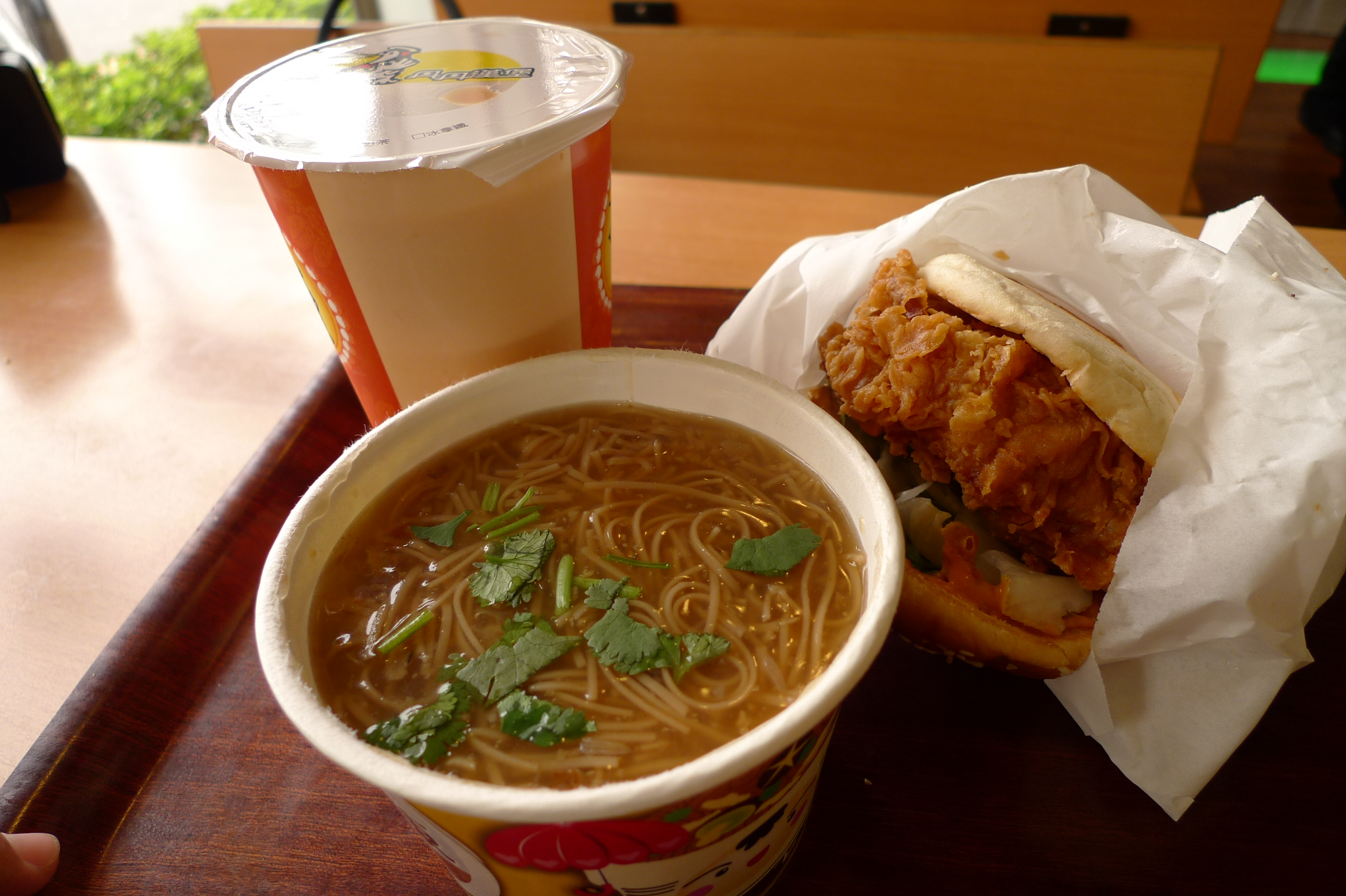
麺線とハンバーガー
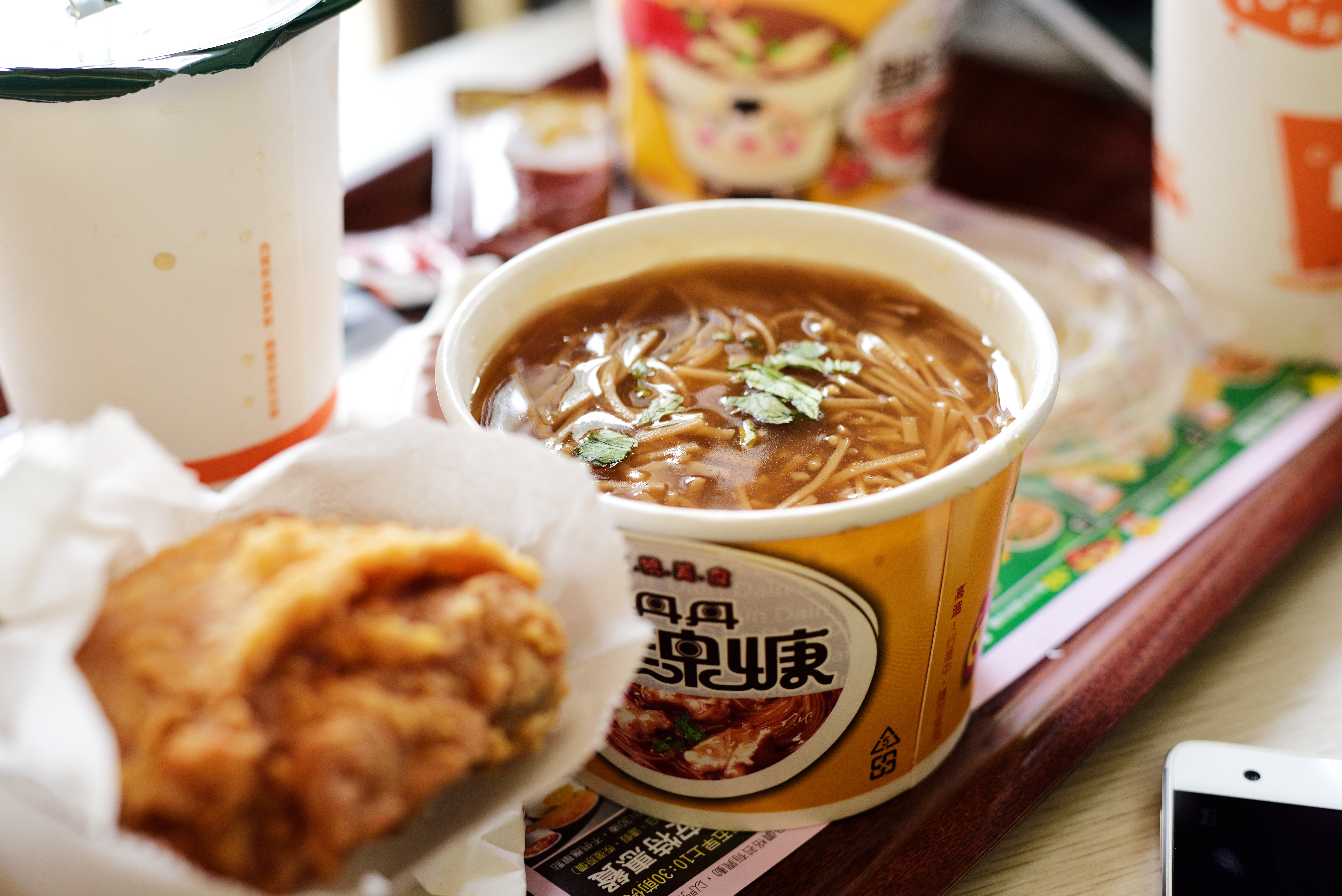
麵線とチキン

## 騒動
2009年1月、台湾最大のインターネット掲示板「批踢踢（PTT）」で丹丹漢堡に関するスレッドが数日にわたって相次いで投稿される騒乱が起きた。「丹」の字がタイトルに含まれるものであれば無関係な事象もスレッドとして投稿され、あまりにもユーザーが集中したため通常の利用にも障害が出るほどだった。最終的に数百のスレッドが建てられたが、管理者によって水桶（削除）された。丹丹漢堡が炎上要素を含む事件を起こしたわけでも、ネット向けのマーケティングを行ったわけでもなかったが、台北市などの北部で全く出店がないことや、その高評価が生み出した飢餓感とPTTの主なユーザー層である大学生を中心とした拡散力が重なった珍事とされている。PTTでも「黒歴史」扱いとなった。

### 註釈
1. ↑  モスバーガーも同様に「摩斯漢堡」と表記される。